# Malalgaon, Sirsi
Malalgaon là một làng thuộc tehsil Sirsi, huyện Uttar Kannad, bang Karnataka, Ấn Độ.